# Mephisto (automate)
Pour les articles homonymes, voir Méphistophélès (homonymie).
Mephisto est le nom d'un automate joueur d'échecs construit en 1876. Contrairement au Turc mécanique et à Ajeeb qui l'ont précédé, l'opérateur n'était pas dissimulé à l'intérieur de l'automate mais le contrôlait à distance par des moyens électromécaniques.
Mephisto a été construit par Charles Godfrey Gumpel (vers 1835-1921), un fabricant alsacien de membres artificiels. Sa construction prit six à sept ans. Il fut présenté pour la première fois en 1878 dans la demeure de Gumpel à Londres. Mephisto était opéré principalement par le maître d'échecs Isidor Gunsberg.

## Histoire
Ce fut le premier automate à remporter un tournoi à Londres en 1878. En 1879, Mephisto fit une tournée et vainquit tous ses adversaires masculins. Contre les femmes, Mephisto obtenait une position gagnante mais finissait par perdre et proposait courtoisement de serrer la main à son adversaire.
Lorsque Mephisto fut présenté à l'Exposition universelle de Paris de 1889, son opérateur était Jean Taubenhaus. On ignore ce qu'il advint de Mephisto ensuite.
Le nom de Mephisto fut repris dans les années 1980 par Hegener & Glaser pour une gamme de jeux d'échecs électroniques.